# Rio Sylva
O rio Sylva  (em russo:  Сылва) é um rio no Oblast de Sverdlovsk e no Krai de Perm, na Rússia. Tem 493 quilômetros de comprimento, e sua bacia hidrográfica tem uma área de 19,700 km², desaguando na enseada de Chuvosoy, no reservatório do Kama. Sua superfície permanece congelada de novembro a abril. Seus principais afluentes são o Iren, o Shakva e o Barda, e seu principal porto é a cidade de Kungur.
Todo ano centenas de turistas chegam a Kungur através dos rios Sylva, Iren e Shakva. O rio Sylva flui lentamente sobre um platô, pela reserva natural de Preduraliye, e posteriormente por penhascos abruptros, restos de antigos recifes de corais fossilizados deixados pelo já extinto Grande Mar Permiano, que se elevam em alguns pontos a mais de 100 metros acima do nível do mar, cobertos por florestas de pinheiros e abetos.